# Band, Mureș
Band (în maghiară Mezőbánd, în germană Bandorf) este satul de reședință al comunei cu același nume din județul Mureș, Transilvania, România.

## Localizare
Localitate situată pe cursul mijlociu al râului Lechința sau Comolod, pe drumul județean Târgu Mureș - Șăulia - Cluj-Napoca. 
Accesul se face pe drumul județean DJ 152A. 
Orașele cele mai apropiate sunt Târgu Mureș la 18 km, Iernut la 24 Km, Sărmașu la 24 km. Gara se găsește la distanța de 18 km.

## Istoric
Satul Band este atestat documentar în anul 1332 și pe teritoriul său se află documente dar și obiective unice nu numai în România ci și în Europa. Datorită potențialului natural și uman, localitatea Band a organizat două târguri anuale și, din 1859, târguri săptămânale. Astfel, putem spune că localitatea este un centru agro-comercial, care dinamizează activitatea zonei.
De asemenea, atestarea satului o regăsim și în data de 18 noiembrie 1346 sub aceeași denumire {"Band"} , aparținând de comitatul Turda
„Noi, Ștefan, voievodul Transilvaniei și comite de Solnoc, prin cuprinsul celor de față dăm de știre și facem cunoscut tuturor cărora se cuvine, că înfățișîndu-se însuși înaintea noastră, Mihail, fiul lui Petru, fiul lui Medjes de Band, pe de-o parte, iar pe de altă parte magistrul Toma, fiul lui Dionisie de Reghin, acel Mihail, fiul lui Petru ne-a făcut cunoscut și ne-a spus prin viu grai că magistrul Toma, fiul lui Dionisie l-a despăgubit pe deplin pentru pustiirea moșiilor sale Chimitelnic și Budiul aflatoare în comitatul Turda și Aruncuta /Arankuth/ din comitatul Cojocna, pe cînd trăia încă sus-zisul Petru, fiul lui Medjes, tatăl său. Drept aceea el îl declarase și l-a declarat în fața noastră pe sus zisul magistrul Ștefan, fiul lui Dionisie, dezlegat de orice răspundere cu privire la pustiirea moșiilor de mai sus. Dat în Turda,la octavele sărbătorii fericitului Martin mărturisitorul, în anul Domnului o mie trei sute patruzeci și șase.”—1346, noiembrie 18, Turda

## Stema comunei
Stema comunei Band se compune dintr-un scut triunghiular cu marginile rotunjite, tăiat în diagonală de o bandă de argint încărcată de 3 turte roșii.
În partea dreaptă a benzii se află un zid de cărămidă roșie;În partea stângă a benzii, în câmp albastru, se află un cap de bovideu de aur. Scutul este timbrat de o coroană murală de argint cu un turn crenelat.
Banda sugerează denumirea localității, făcând aluzie la lacul meteoric, unic în Europa, iar turtele reprezintă vestigiile arheologice descoperite în zonă; Zidul de cărămidă semnifică ocupația locuitorilor, construcțiile și monumentele localității; Capul de bovideu simbolizează ocupația tradițională a locuitorilor, zootehnia. Coroana murală cu un turn crenelat semnifică faptul că localitatea are rangul de comună.

## Demografie
Structura populației după naționalitate

Rezultatul recensământului din 2002:

Români:.........2,868......37.12 %

Maghiari:.......3,509......45.41 %

Romi (Țigani):..1,349......17.46 % 

Structura populației dupǎ apartenența religioasǎ
Din analiza tabelului de mai sus se observă, de-a lungul timpului, o mare diversitate religioasă a locuitorilor acestei așezări .

## Obiective turistice
Localitatea Band adună în jurul ei o mulțime de legende care ar putea fi exploatate turistic.
Situată în zona de câmpie a județului Mures, comuna Band are un potențial turistic neexploatat până acum nici de autorități, nici de localnici. Turismul ar putea duce la dezvoltarea celor 12 sate ce compun comuna. Asta deoarece aici, între dealurile comunei Band, s-ar fi întâmplat cele mai ciudate lucruri de care a auzit vreodată Mureșul, obiective turistice care ar putea atrage ca un magnet turiștii din întreaga Europă, dar și pe cei ce cred în venirea extratereștrilor. Iar numele satelor sunt demonstrația de care era nevoie pentru a arăta că încă din vechime oamenii au înteles că ceva ciudat se petrece aici. Astfel, există acolo Bandul, Drăculea Bandului, Fânațele Mădărașului, Sanesag, Madaras, Mărășești, Negrenii de Câmpie, Oroiu, Petea, Țiptelnic, Valea Oroiului și Valea Rece, nume care induc o stare de neliniște și înfrigurare.

### Lacul de origine meteorică din Fânațe
Cel mai important punct turistic și care, dacă ar exista în altă țară europeană, ar fi exploatat la maximum, este „lacul Istan Tau” sau „Lacul lui Dumnezeu” ori „Tăul fără fund”, singurul lac din Europa despre care oamenii spun că ar fi de origine meteoritică. Lacul se întinde pe o suprafață de patru hectare și are propria poveste. „Noi lasam în continuare așa cum știe lumea, dar unele documente mai vechi contrazic această ipoteza. 
Astfel, o poveste spune că în 1853, când primarul Nechifor din Fânate pescuia pe lac, s-a pornit din senin o ploaie de meteoriți care au căzut în lac. O parte din aceștia au și fost recuperați”, spune viceprimarul Domokos Bartha, care susține astfel existența lacului înaintea ploii de meteoriți. Asta cu atât mai mult cu cât, spune viceprimarul, există o scriere a lui Orban Balazs care descrie cum s-au petrecut lucrurile pe vremea ploii de meteoriți, când primarul și alți localnici „au crezut că a sosit Ziua Judecății de Apoi văzând marii bulgări de foc pogorându-se peste pământ”. Viceprimarul recunoaște că, într-adevar, lacul este o atracție turistică, dar adaugă că autoritațile locale nu pot face nimic pentru dezvoltarea zonei turistice a lacului deoarece acesta se află în proprietatea unui om de afaceri, care a început deja amenajarea lui cu căsuțe, o căbănuță și organizează periodic evenimente
cu tentă cultural-artistică. O adevarată atracție pentru iubitorii de frumos sunt sculpturile efectuate chiar în acest an de mai mulți artiști plastici care au dat chip unor trunchiuri masive de stejar aduse aici din inițiativa sculptorului Ioan Astalus.
Despre lac și ploaia de meteoriți ar mai trebui știut că nu sunt doar povești și că un fragment de meteorit de 17 livre și 26,5 uncii, care a fost denumit „de Madaras”, se păstrează și astăzi la Muzeul din Viena drept unul din meteoriții cei mai cunoscuți din lume, iar un fragment mai mic de meteorit din zona lacului poate fi văzut la Muzeul din Budapesta. Pornind de la această certitudine, sculptorul Ioan Astalus susține originea meteoritică a lacului. „La trecerea prin scoarta terestră (meteoritul – n.r.) a fracționat pânzele de apă freatică, dând naștere la izvoare de adâncime care nu seacă nici în cele mai crunte condiții de secetă”, spune Astalus, care mai adaugă că „faptul că izvoarele de adâncime îl alimentează a creat o floră și o faună specifice, la îndemâna celor ce vor să cerceteze speciile unicat de plante, dar și animalele care trăiesc în acest areal”.

### Altele
- Biserica de lemn din Oroiu
- Biserica de lemn din Țiptelnic
- Biserica de lemn din Petea
- Biserica reformată construită în 1885 în stil eclectic cu elemente romanice
- Biserica romano-catolică „Regele Sfântul Ștefan” construită în 1896 în stil eclectic
- Monumentul lui Vlad Dracul din Drăculea Bandului
- Monument în memoria lui Iosif Hodoș, om politic și revoluționar la 1848 (sculpură de I. Togănel).

## Familii nobiliare

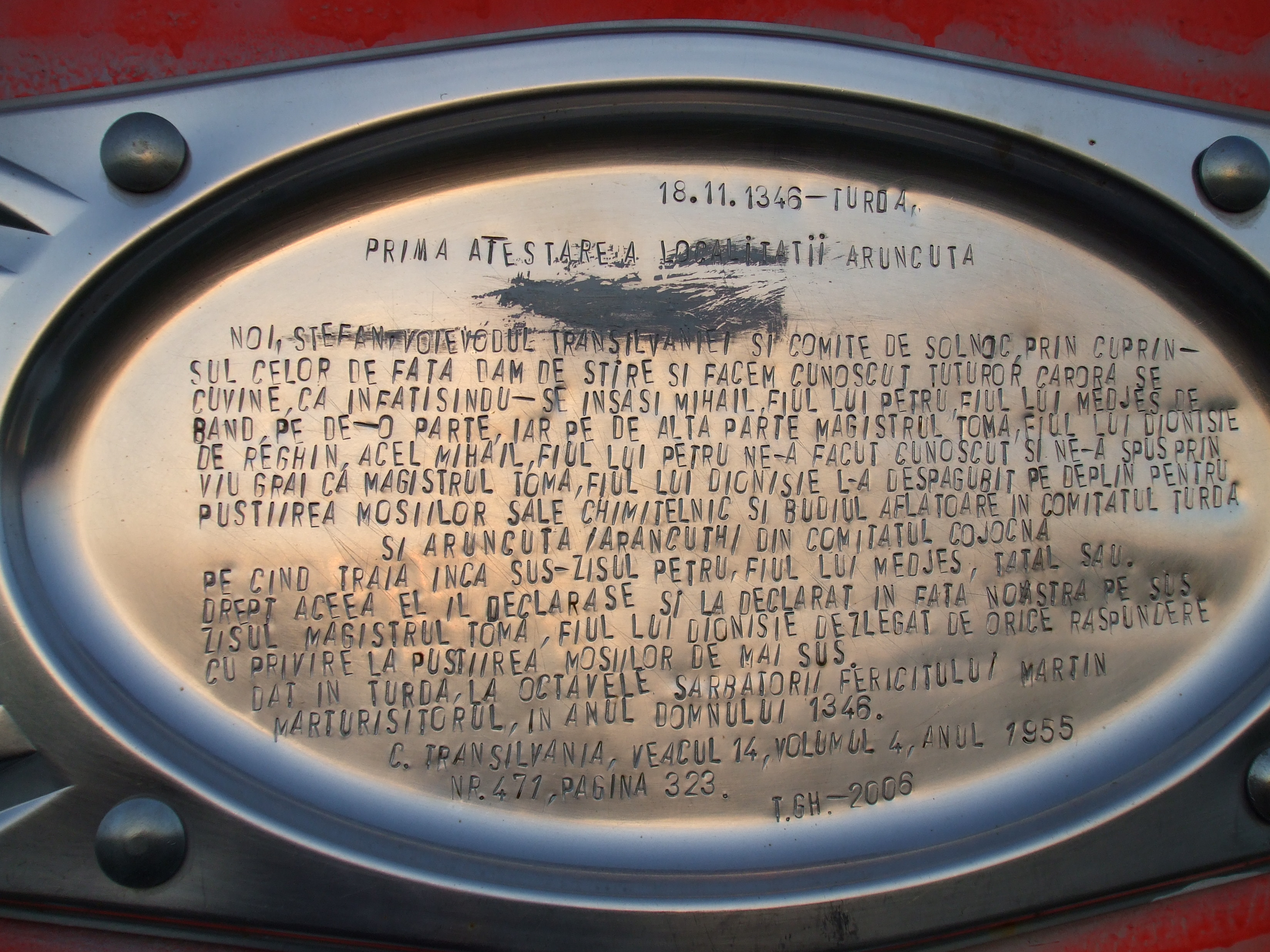
Sentinţa voievodului Transilvaniei Stefan Lackfi cu privire la nobilul Mihai Medjes de Band

- Nobilul Mihai Medjes de Band, despre care se știe că pe 18 noiembrie 1346, la Turda -în prezența voievodului Transilvaniei, Ștefan Lackfi {1344-1350} - a fost parte în proces în calitate de reclamant cu Magistrul Toma, fiul lui Dionisie de Reghin (pârât) pentru pustiirea moșiilor sale din Chimitelnic si Budiul , ambele in comitatul Turda, respectiv din Aruncuta, comitatul Cojocna . Sentinta voievodalǎ , datǎ la Turda , confirmǎ ca pǎrțile au ajuns la o ințelegere inainte de finalizarea procesului si ca prejudiciul adus familiei nobiliare a fost recuperat.

## Personalități
- Iosif Hodoș (1829-1880), istoric, om politic, avocat, publicist, membru fondator al Academiei Române.
- Károly Agyagási (1853-1933), medic, scriitor, poet și traducător
- Tibor Siklódy (1929-2009), pictor
- Béla Kozma (1930-2000), profesor, directorul Liceul Teoretic „Bolyai Farkas” din Târgu Mureș
- Eszter Mátéfi (1966), fostă handbalistă medaliată cu bronz la Jocurile Olimpice, în prezent antrenor de handbal

## Imagini

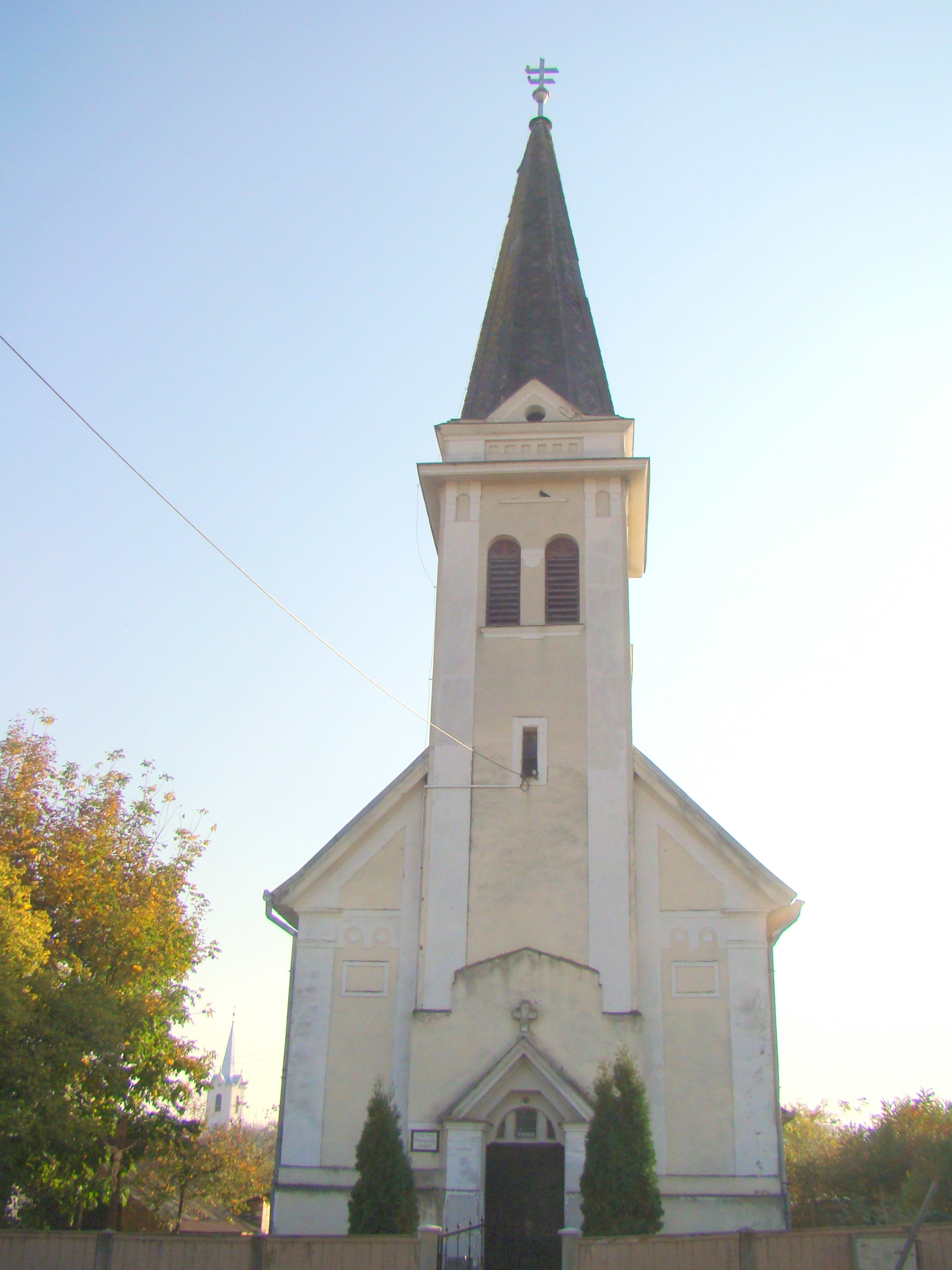
Biserica romano-catolică din Band
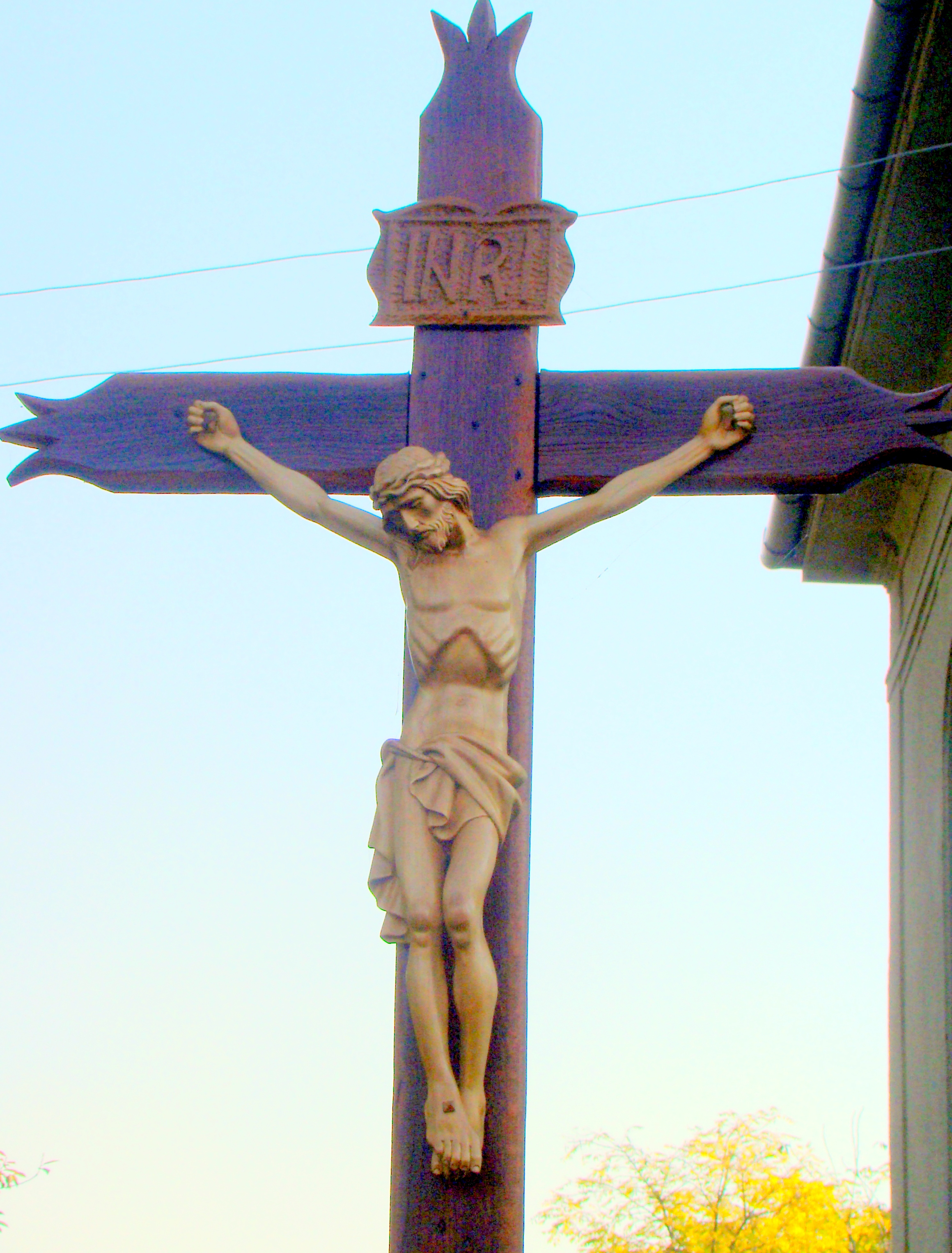
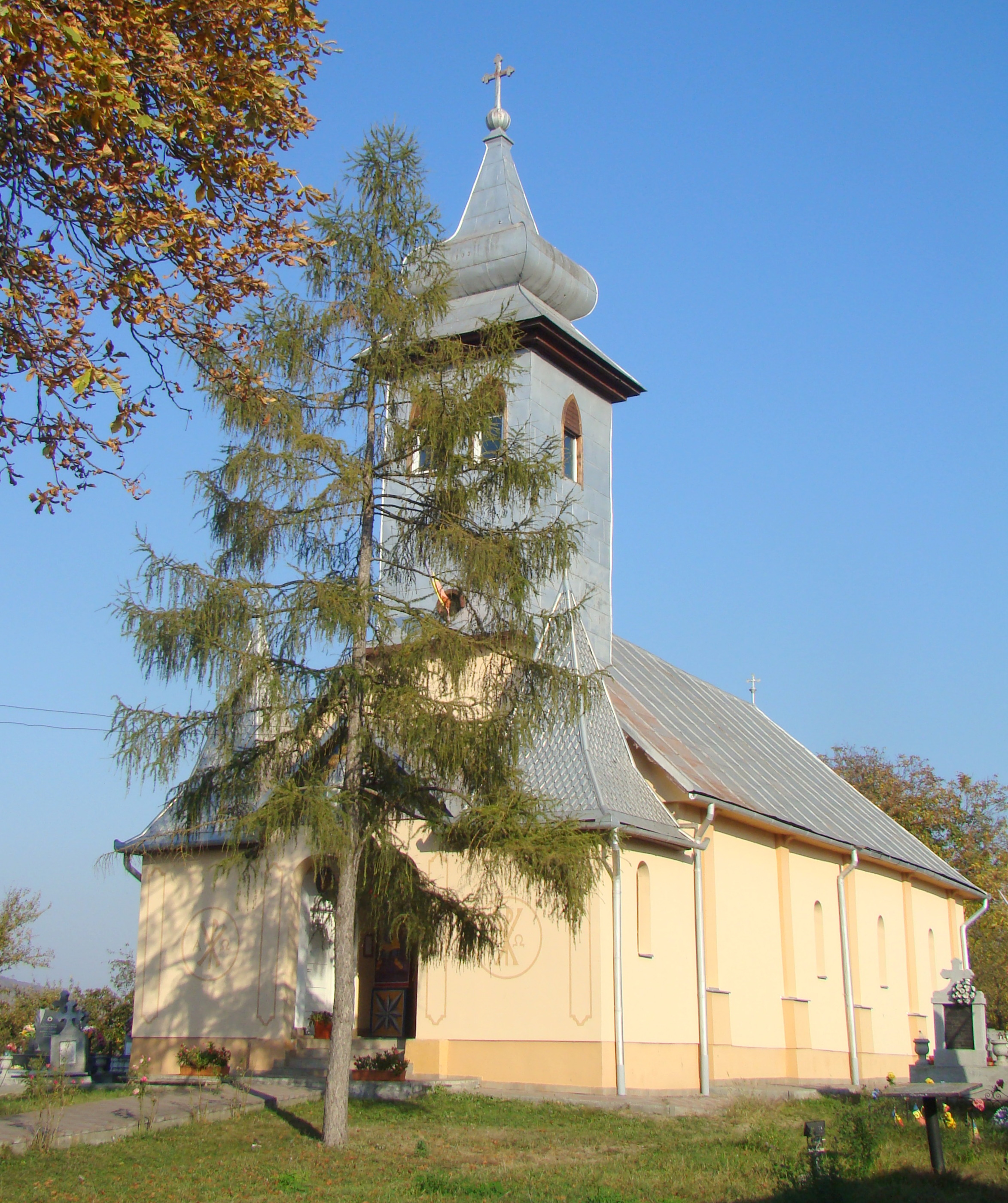
Biserica „Sfinţii Arhangheli” din Band
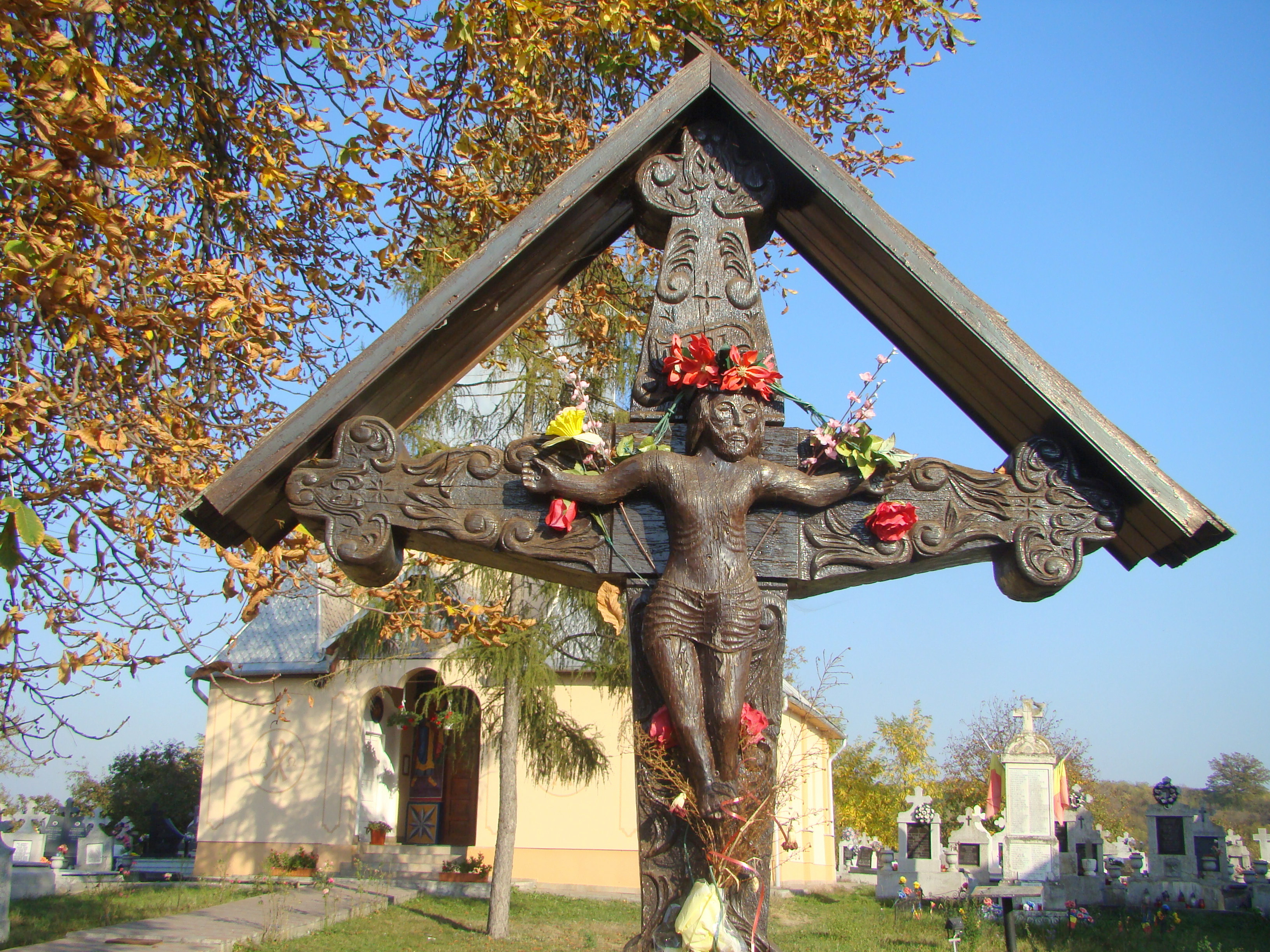
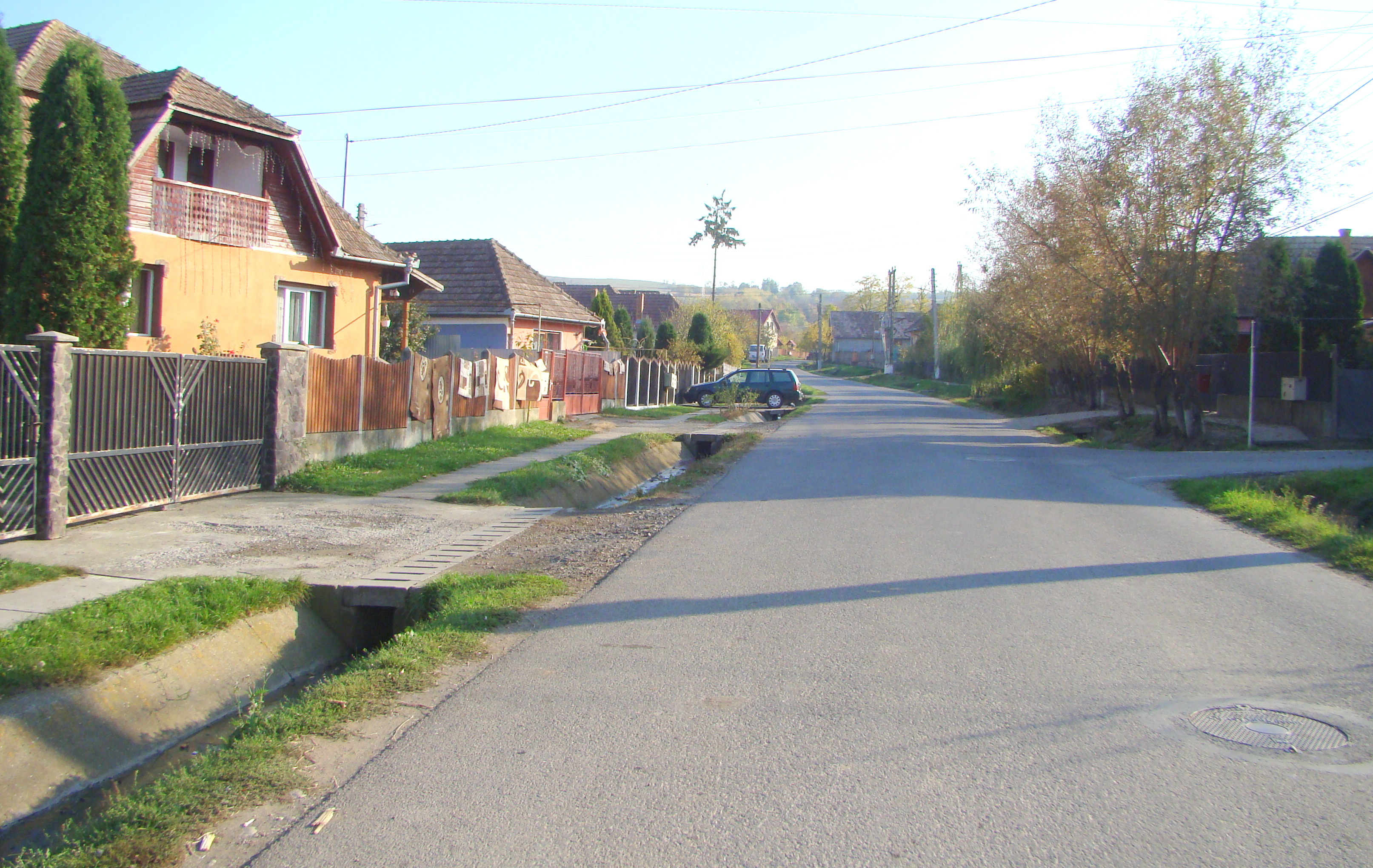
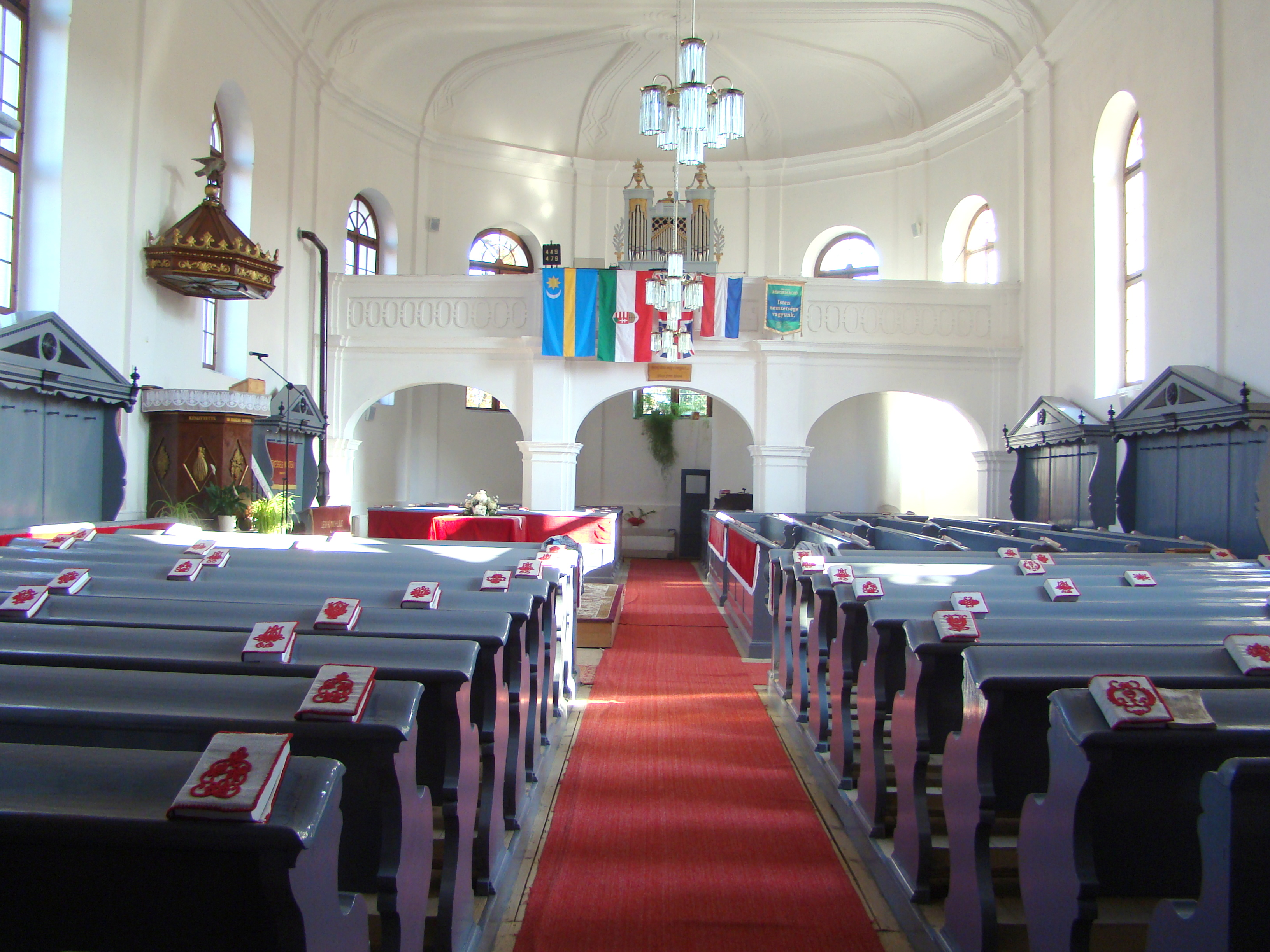
Biserica reformată
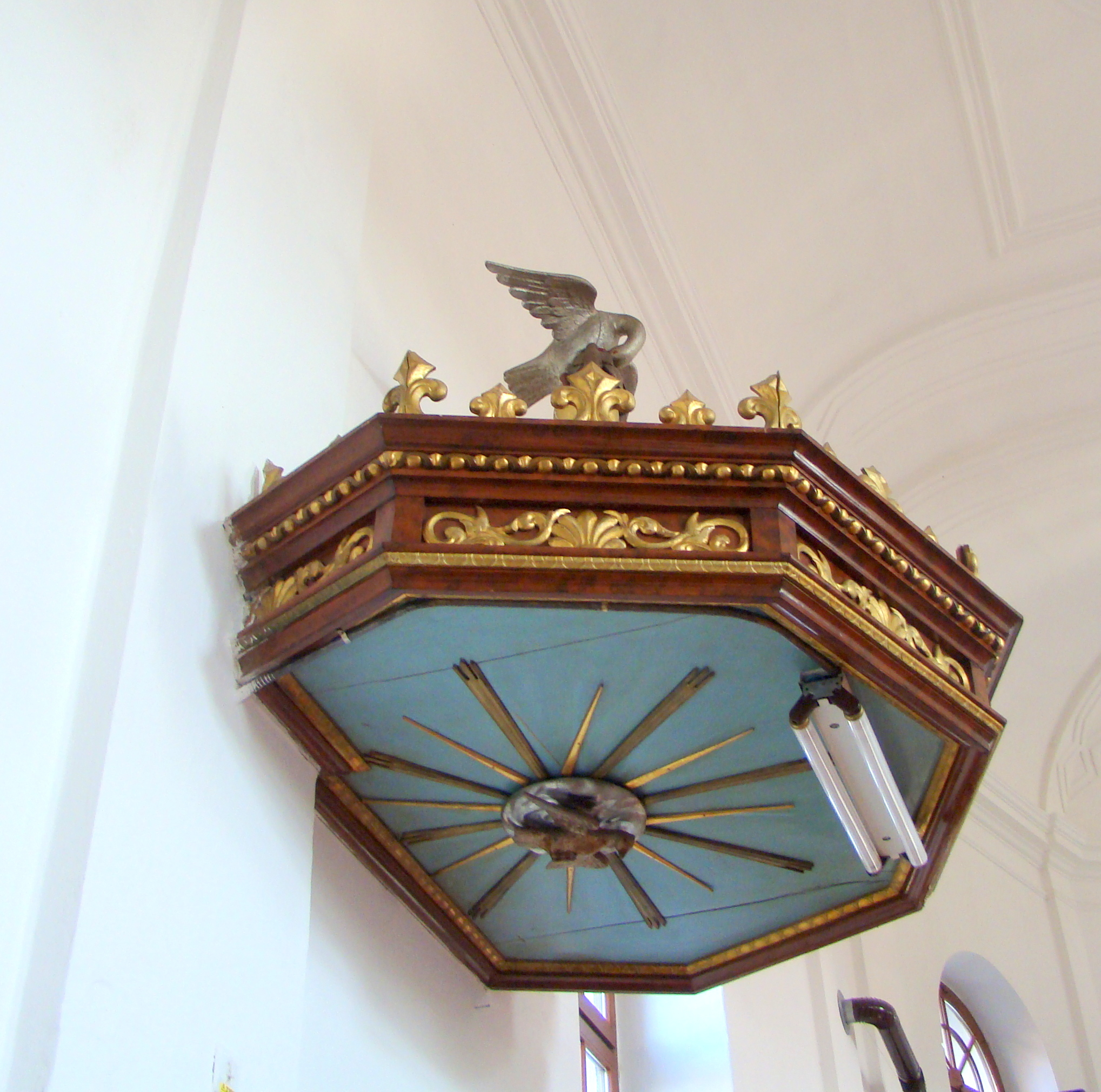
Biserica reformată (coronamentul amvonului)
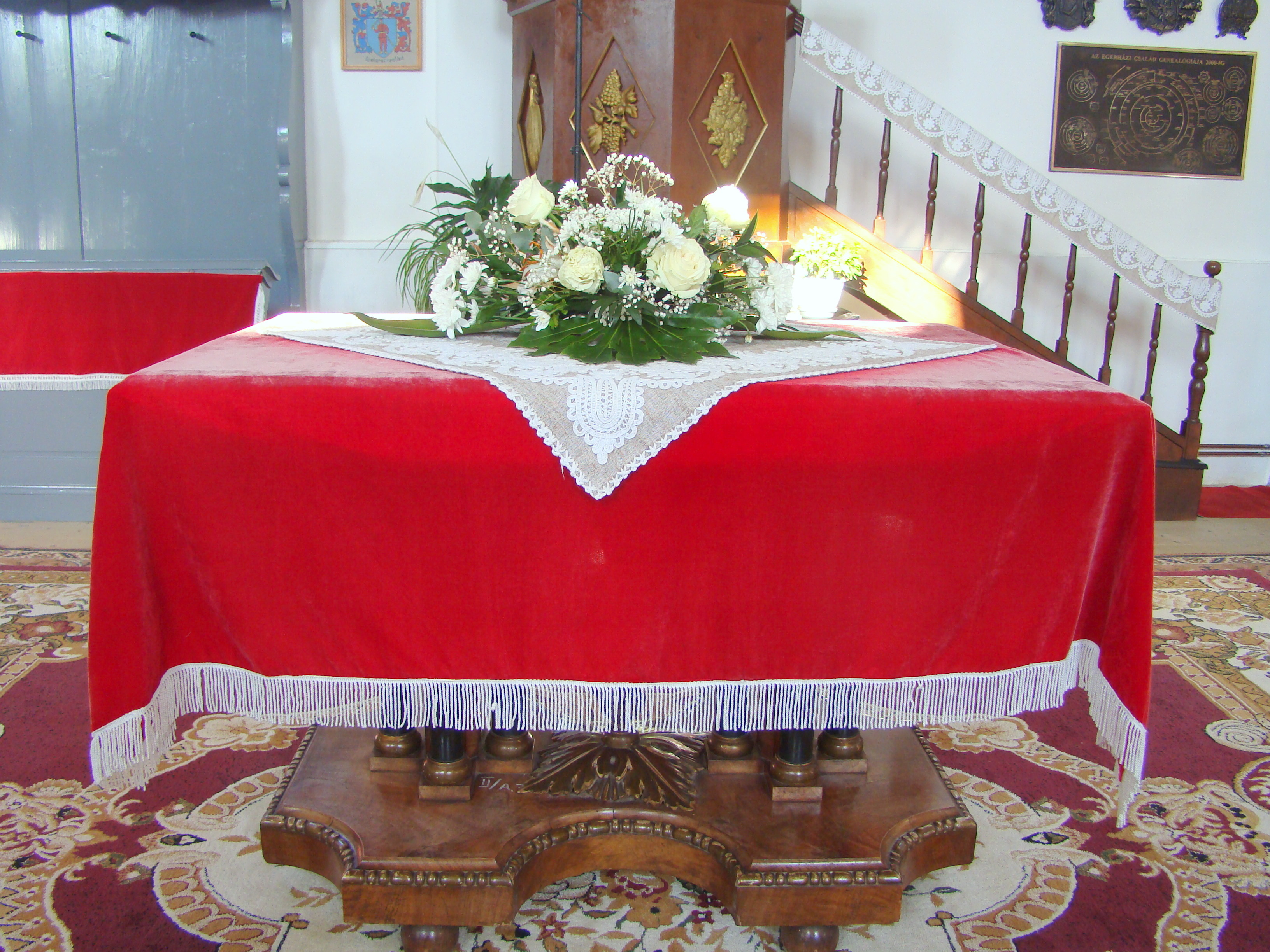
Biserica reformată (Masa Domnului)